# 第48回天皇杯全日本サッカー選手権大会
第48回天皇杯全日本サッカー選手権大会（だい48かいてんのうはいぜんにっぽんサッカーせんしゅけんたいかい）は、1968年（昭和43年）12月25日から1969年（昭和44年）1月1日まで開かれた天皇杯全日本サッカー選手権大会である。

## 概要
- 本大会には8チームが参加。
- この大会より決勝戦が元日に行われている。
- また、この大会より優勝チームにはNHK杯が贈られている。

## 出場チーム

### 日本サッカーリーグ
- 東洋工業（JSL優勝、18回目）
- ヤンマー（JSL準優勝、2回目）
- 三菱重工（JSL 3位、4回目）
- 八幡製鉄（JSL 4位、13回目）

### 大学
- 東京教育大学（全国大学サッカー優勝、6回目）
- 関西大学（全国大学サッカー準優勝、7回目）
- 立教大学（全国大学サッカー3位、2回目）
- 早稲田大学（全国大学サッカー4位、10回目）

## 試合

### 準々決勝
- 早稲田大学 2-0 東洋工業
- 三菱重工 5-0 関西大学
- ヤンマー 6-0 立教大学
- 八幡製鉄 1-0 東京教育大学

### 準決勝
- 三菱重工 4-3（延長） 早稲田大学
- ヤンマー 3-1 八幡製鉄

### 決勝戦
- ヤンマー 1-0（延長） 三菱重工